# Brezovec pri Rogatcu
Brezovec pri Rogatcu je naselje v Občini Rogatec.